# Ky Buon Tang
Ky Buon Tang, född 25 mars 1966 i Saigon (Vietnam), är en svensk karateutövare och tidigare förbundskapten för Sveriges landslag i kata. 
Ky Buon Tangs föräldrar har sitt ursprung i Hainan i Kina och familjen kom till Sverige 1979 som båtflyktingar.

## Karate-meriter
Ky Buon Tang är internationellt A-licenserad tränare inom kampsporten karate och för sina meriter inom samma kampsport. Han har bland annat tagit guld i VM -1998 och 2004 samt ett stort antal guld, silver och brons i svenska och nordiska mästerskap. 1997 erhöll han Stora grabbar utmärkelsen nr 51 från Sv.Budo förbundet.
Han har haft rollen som förbundskapten för det nationella ladslaget i kata för Sverige och som tränare medverkat till 6 JSM Guld 1996-2006 och två lag-SM Guld 1999-2006. Numera tävlar han inte längre utan är domare på nationell nivå, som innehar Kumite Referee, Kata Judge-A och Barn licens.
Tang innehar titeln hanshi (範士)  i Motobu Ha Shitoryu Kunibakai Karate-Do, där han nått graden 8:e dan (åttonde graden svart bälte).

## Annan budō
Tang har även tränat svärdskonst (iaidō), där han har 6dan, samt traditionell vapenkonst (kobudō), där han också har sjätte svarta bältet. I det sistnämnda ligger flertalet av hans meriter, bland annat guld i VM -04 och guld i SM -03, -04.

## Honbuchō och Hanshi
Tang är numera (2014) Honbuchō för Europa och fortfarande huvudinstruktör. År 2017 utnämndes han till Hanshi mästartitel Kuniba-kai inom Svenska Kuniba Kai som utlöpare till stilorganisationen Kuniba Kai International och finns på Wakajishi karateklubb på Södermalm i Stockholm.